# 호세 펠리시아노
호세 몬세라테 펠리시아노 가르시아(스페인어: José Montserrate Feliciano García, 1945년 9월 10일 ~ )는 푸에르토리코의 가수 겸 기타리스트이자 작사가 겸 작곡가이며 영화배우이다.

## 이력
어렸을 때 후천성 소아 녹내장에 걸려 시력을 잃은 그는 1962년 미국 캘리포니아주 로스앤젤레스에서 가수 첫 데뷔하였다.

## 유명세
그는 일반적으로 대한민국에서는 《Rain》과 《Que sera》와 《Feliz Navidad》라는 노래 작품을 각각 오리지널 원곡으로 불러 히트한 가수로도 널리 잘 알려져 있다.